# أوزوالد باير
أوزوالد باير (بالألمانية: Oswald Bayer)‏ هو عالم عقيدة ألماني، ولد في 30 سبتمبر 1939 في ناغولد في ألمانيا.